# Квантовий метод Монте-Карло
Квантові методи Монте-Карло — велика родина методів, що ставлять мету дослідження складних квантових систем. Одне із головних завдань — забезпечити надійний розв'язок (або доволі точне наближення) до квантової задачі багатьох тіл.  
Різні варіанти квантового Монте-Карло мають спільне те, що використовують метод Монте-Карло для обчислення багатовимірних інтегралів, що виникають у різноманітних формулюваннях задачі багатьох тіл. Квантові методи Монте-Карло дозволяють описувати складні багатотільні ефекти, зашифровані в хвильовій функції, виходячи за рамки теорії середнього поля й пропонуючи в деяких випадках точні розв'язки задачі багатьох тіл. Зокрема, існує чисельно точний і поліноміально масштабований алгоритм точного вивчення статичних властивостей системи бозонів  без геометричної фрустрації. 
Для ферміонів існують дуже непогані наближення щодо статичних властивостей та чисельно точні експоненційно масштабовані квантові алгоритми Монте-Карло, але жоден не дає й того, й іншого.

## Вступ
У принципі будь-яку фізичну систему можна описати багаточастинковим рівнянням Шредінгера, якщо лише складові частинки не рухаються надто швидко, тобто їхня швидкість залишається малою порівняно зі швидкістю світла, і релятивістськими ефектами можна знехтувати. Ця вимога виконується для широкого кола електронних задач в фізиці конденсованих середовищ, в Бозе-Ейнтейнівському конденсаті і в надплинних рідинах на зразок рідкого гелію. Вміння розв'язувати рівняння Шредінгера для заданої системи дозволяє передбачення її поведінки та до важливих застосувань у багатьох галузях науки, починаючи з матеріалознавства і закінчуючи складними біологічними системами. Складність у тому, що розв'язування рівняння Шредінгера вимагає знання багаточастинкової хвильової функції в багатовимірному ґільбертовому просторі, розмірність якого росте із числом частинок за степеневим законом.
Розв'язок для резонно великого числа частинок здебільшого неможливий за резонний час, навіть для сучасних паралельних обчислень. Традиційно використовуються наближення до багаточастинкової антисиметризованої функції, складених із одночастинкових молекулярних орбіталей, що зводило задачу розв'язання рівняння Шредінгера до форми, з якою можна працювати. Формулювання такого роду мають декілька недоліків. Вони або обмежують врахування квантових кореляцій, як наприклад метод Гартрі-Фока, або збігаються дуже повільно, як у випадку застосування конфігураційної взаємодії в квантовій хімії.
Квантові методи Монте-Карло відкривають шлях до безпосереднього вивчення багатотільних задач та багаточастинкових хвильових функцій без обмежень цих наближень. Добре розроблені методи квантового Монте-Карло дають точні розв'язки багаточастинкової задачі системи бозонів, що взаємодіють між собою, водночас із наближеним, але як правило коректним описом систем ферміонів зі взаємодією. Більшість методів мають на меті хвильову функцію основного стану системи, за винятком Монте-Карло для інтегралів вздовж траєкторій та Монте-Карло для скінченних температур, що обчислює матрицю густини. Окрім стаціонарних задач можна розв'язувати також залежне від часу рівняння Шредінгера, хоча лише наближено, обмежуючи функціональну форму залежної від часу хвильової функції. Для цього розроблено залежний від часу варіаційний метод Монте-Карло. З погляду пробабілістики обчислення провідних власних значень та відповідних їм хвильових функцій основного стану опирається на чисельний розв'язок задачі інтегрування вздовж траєкторій Фейнмана-Кака. Математичну базу моделі поглинання частинок Фейнмана-Кака, секвенційного методу Монте-Карло і методу середнього поля закладено в роботах.
Існує кілька квантових методів Монте-Карло, у кожному з них Монте-Карло використовується для розв'язання задачі багатьох тіл по різному.

## Методи

### Нульова температура (тільки основний стан)
- Варіаційний метод Монте-Карло: непоганий вихідний пункт; використовується при розв'язанні широкого кола різноманітних квантових задач.
  - Дифузійний метод Монте-Карло: найпопулярніший високоточний метод для системи електронів (тобто, для хімічних розрахунків), оскільки він порівняно ефективно збігається до точного значення енергії основного стану.  Використовується також для відтворення квантової поведінки атомів тощо.
  - Рептаційний метод Монте-Карло: сучасний метод обчислень при нульовій температурі, пов'язаний з інтегралами вздовж траєкторій, область застосування та ж, що й дифузійного метода Монте-Карло, але припущення інші, тож переваги й недоліки інші. Рептація — термін з фізики полімерів, що описує переповзання довгих ланцюжків змійкою.
- Гаусів квантовий  метод Монте-Карло
- Знаходження основного стану через інтеграли вздовж траєкторій: здебільшого використовується для системи бозонів; для тих де фізичні спостережувані величини можна вирахувати точно, тобто з довільно малою похибкою.

### Ненульові температури (термодинаміка)
- Метод Монте-Карло допоміжного поля: здебільшого застосовується для задач, визначених на ґратці, хоча існують нові роботи, що застосовують цей метод до електронів у хімічних системах.
- Квантовий метод Монте-Карло неперервного часу.
- Детермінантний квантовий метод Монте-Карло або  Квантовий метод Монте-Карло Гірша-Фая
- Гібридний квантовий метод Монте-Карло
- Квантовий метод Монте-Карло через інтеграли вздовж траєкторій: методика обрахунків при ненульових температурах, яку здебільшого використовують для систем, де температурні ефекти мають велике значення, зокрема для надплинного гелію.
- Стохастичний алгоритм для функції Гріна[9]: алгоритм, сконструйований для бозонів, що моделює визначений на ґратці гамільтоніан довільної складності, якщо тільки в ньому немає проблеми знаку.
- Квантовий метод Монте-Карло світових ліній.

### Динаміка реального часу (замкнені квантові системи)
- Часово залежний варіаційний квантовий метод Монте-Карло: розширення варіаційного методу Монте-Карло на динаміку чистих квантових станів.

## Проекти та програмні продукти
- ALF
- ALPS [Архівовано 18 Травня 2016 у Portugese Web Archive]
- CASINO [Архівовано 8 Червня 2015 у Wayback Machine.]
- CHAMP [Архівовано 6 Серпня 2017 у Wayback Machine.]
- Monte Python [Архівовано 25 Жовтня 2012 у Wayback Machine.]
- PIMC++
- pi-qmc [Архівовано 14 Липня 2012 у Wayback Machine.]
- QMcBeaver [Архівовано 11 Липня 2017 у Wayback Machine.]
- QmcMol
- QMCPACK [Архівовано 28 Листопада 2019 у Wayback Machine.]
- Qumax
- Qwalk [Архівовано 4 Лютого 2020 у Wayback Machine.]
- TurboRVB [Архівовано 18 Квітня 2017 у Wayback Machine.]
- Zori [Архівовано 30 Грудня 2008 у Wayback Machine.]

## Виноски
1. ↑  Functional form of the wave function. Архів оригіналу за 18 липня 2009. Процитовано 17 квітня 2017.
2. ↑  Caffarel, Michel; Claverie, Pierre (1988). Development of a pure diffusion quantum Monte Carlo method using a full generalized Feynman–Kac formula. I. Formalism. The Journal of Chemical Physics. 88 (2): 1088—1099. Bibcode:1988JChPh..88.1088C. doi:10.1063/1.454227. ISSN 0021-9606. Архів оригіналу за 12 червня 2015. Процитовано 17 квітня 2017.
3. ↑  Korzeniowski, A.; Fry, J. L.; Orr, D. E.; Fazleev, N. G. (10 серпня 1992). Feynman-Kac path-integral calculation of the ground-state energies of atoms. Physical Review Letters. 69 (6): 893—896. Bibcode:1992PhRvL..69..893K. doi:10.1103/PhysRevLett.69.893.
4. ↑  EUDML  | Particle approximations of Lyapunov exponents connected to Schrödinger operators and Feynman–Kac semigroups — P. Del Moral, L. Miclo. eudml.org. Архів оригіналу за 4 Лютого 2017. Процитовано 11 червня 2015.
5. ↑  Del Moral, Pierre; Doucet, Arnaud (1 січня 2004). Particle Motions in Absorbing Medium with Hard and Soft Obstacles. Stochastic Analysis and Applications. 22 (5): 1175—1207. doi:10.1081/SAP-200026444. ISSN 0736-2994.
6. ↑  Del Moral, Pierre (2013). Mean field simulation for Monte Carlo integration. Chapman & Hall/CRC Press. с. 626. Архів оригіналу за 8 Червня 2015. Процитовано 17 Квітня 2017. Monographs on Statistics & Applied Probability
7. ↑  Del Moral, Pierre (2004). Feynman-Kac formulae. Genealogical and interacting particle approximations. Springer. с. 575. Series: Probability and Applications
8. ↑  Del Moral, Pierre; Miclo, Laurent (2000). Branching and Interacting Particle Systems Approximations of Feynman-Kac Formulae with Applications to Non-Linear Filtering (PDF). Т. 1729. с. 1—145. doi:10.1007/bfb0103798. {{cite book}}: Проігноровано |journal= (довідка)
9. ↑  Rousseau, V. G. (20 травня 2008). Stochastic Green function algorithm. Physical Review E. 77: 056705. arXiv:0711.3839. Bibcode:2008PhRvE..77e6705R. doi:10.1103/physreve.77.056705. Процитовано 5 лютого 2015.[недоступне посилання з квітня 2019]